# Anthony Ramos
Anthony Ramos Martinez (Nova Iorque, 1 de novembro de 1991) é um ator e cantor norte-americano.